# Pungitius tymensis
Cá gai Sakhalin (tên khoa học Pungitius tymensis) là một loài cá của họ Gasterosteidae. Nó là cá nước ngọt, chiều dài lên đến 7,0 cm. Đặc hữu của đảo Hokkaido і Sakhalin.